# Dámaso Ruiz-Jarabo Colomer
Dámaso Ruiz-Jarabo Colomer (20 juin 1949 - 12 novembre 2009) était un magistrat espagnol, membre du Conseil supérieur de la magistrature espagnol et avocat général à la Cour de Justice des Communautés Européennes (1995-2009).